# 빅 식
《빅 식》(영어: The Big Sick)은 2017년 개봉한 미국의 로맨틱 코미디 영화이다. 마이클 쇼월터가 감독을 맡았으며, 쿠마일 난지아니와 에밀리 V. 고든이 각본을 맡았다. 다른 인종 간의 사랑을 소재로 한 영화로, 각본을 맡은 쿠마일, 에밀리 부부의 실제 이야기도 일부분 가미되었다. 쿠마일은 남자 주인공으로도 출연한다. 2017년 선댄스 영화제에서 전세계 최초로 상영되었다.

## 출연
- 쿠마일 난지아니 - 본인 역
- 조 카잔 - 에밀리 가드너 역
- 홀리 헌터 - 베스 가드너 역
- 레이 로마노 - 테리 가드너 역
- 아누팜 커 - 아즈마트 역
- 제노비아 슈로프 - 샤민 역
- 아딜 악타르 - 나비드 역
- 보 버넘 - CJ 역
- 에이디 브라이언트 - 메리 역
- 커트 브로놀러 - 크리스 역
- 마이라 루크리셔 테일러 - 주디 간호사 역
- 벨라 로블 - 카디자 역
- 제러미 셰이모스 - 밥 댈러번 역
- 데이비드 앨런 그리어 - 앤디 도드 역
- 에드 헙스트먼 - 샘 하이스미스 역
- 셰나즈 트레저리 - 파티마 역
- 리베카 나오미 존스 - 제시 역